# ザリヤ
ザリヤもしくはザリア（ロシア語: Заря、「暁光」の意）とは、白系ロシア人による白系露字新聞の一つである。

## 歴史
1910年、合法的活動を目指すメンシェヴィキ清算派 (リクヴィダートル、後に祖国防衛派となる) は、月刊のナーシャ・ザリヤ（ロシア語: Наша заря、「我等の暁光」の意）を発行したものの、1914年に廃刊となった。
ポーランド人のエム・エス・レムビッチ（M.S.Lembich。社長。ルーコスヱ・スローヴオ紙で従軍記者をしていた）は、オムスクのリュビンスキーで「ナーシャ・ザリヤ」を発行した。
1920年、ハルビンにおいて、レムビッチ、ケ・エヌ・シプコフ（編集長。臨時全ロシア政府国立出版部に勤務していた）、イヴァン・アドリアノヴィチ・ミハイノフ（元臨時全ロシア政府大蔵大臣）の共同出資により、日刊としてザリアが復刊された。商人のコワリスキーなどからの融資や、グリゴリー・セミョーノフからの補助金も受けていた。
1925年、シプコフとミハイノフは経営から手を引いた。1926年、レムビッチは、上海でシャンハイ・ザリア (Shanghai Zaria)を、天津で「ナーシャ・ザリヤ」（Наша Заря、ナーシャ・ザリャー）を発行した。1929年、同業他社のルーコスヱ・スローヴオとルーボルの権利を約半数取得した。